# Aaron Carpenter
Aaron Carpenter (nacido el 1 de enero de 1983 en Brantford, Ontario) es un jugador de rugby canadiense que juega de hooker, también puede ser flanker o N.º 8.
Debutó con la selección nacional el 25 de mayo de 2005 con ocasión de un test match contra Estados Unidos en Tokio (Japón).
Formó parte de la selección de rugby de Canadá que participó en la Copa Mundial de Rugby de 2011, y de nuevo ha sido seleccionado para la Copa Mundial de 2015. En la fase de grupos de la Copa Mundial, anotó un ensayo en la derrota de su equipo frente a Francia 41-18.